# Mehlmeisel
Mehlmeisel település Németországban, azon belül Bajorországban. Lakosainak száma 1323 fő (2023. december 31.). Mehlmeisel Fichtelberg és Brand községekkel határos.

## Népesség
A település népessége az elmúlt években az alábbi módon változott:
| Lakosok száma | 1081 | 1641 | 1601 | 1461 | 1358 | 1349 | 1335 | 1313 | 1318 | 1323 |
|               | 1875 | 1950 | 1975 | 1987 | 2012 | 2014 | 2016 | 2017 | 2021 | 2023 |